# Ipomoea lottiae
Ipomoea lottiae är en vindeväxtart som beskrevs av J.A. Mcdonald. Ipomoea lottiae ingår i släktet praktvindor, och familjen vindeväxter. Inga underarter finns listade i Catalogue of Life.